# Trận đồn Wagner thứ hai
Đồn Wagner là một đồn lính của quân Liên minh miền Nam. Đây là cứ điểm phòng thủ Morris Island, phía nam vùng vịnh Charleston. Ngày 18 tháng 7 năm 1863 trong thời Nội chiến Hoa Kỳ, tướng Quincy Gillmore chỉ huy quân đội Liên bang miền Bắc tấn công đồn Wagner. Tướng P.G.T. Beauregard dẫn quân đến chống lại.
Trước đó một tuần, quân miền Bắc đã tấn công đồn này nhưng thất bại.

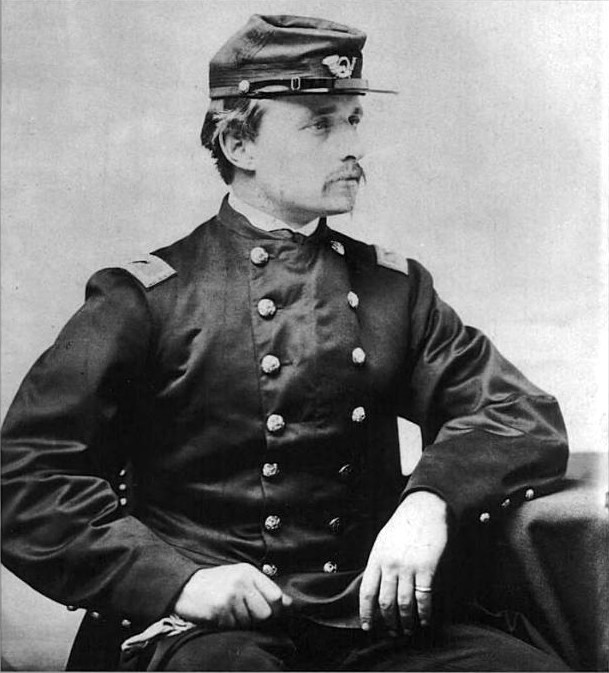
Đại tá Robert Gould Shaw

Trong trận tấn công thứ nhì, Trung đoàn 54 Massachusetts lính tình nguyện da đen của miền Bắc do đại tá Robert Gould Shaw chỉ huy tràn sang, trèo qua chiến hào và các ụ phòng thủ nhưng bị quân miền Nam phản công mãnh liệt. Đại tá Shaw cùng nhiều binh sĩ theo sau ông bị bắn chết. Sự hy sinh anh dũng của Trung đoàn 54 được nêu danh trên báo chí, khuếch động tinh thần dân da đen và sau đó có nhiều người tòng quân miền Bắc.
Quân miền Bắc tổn thất 1.515 lính. Trung đoàn 54 chỉ còn 315 lính. Gấn 100 lính của trung đoàn này mất tích. Quân miền Nam chỉ mất 174 lính.
Sau trận này, quân miền Bắc bao vây đồn Wagner và pháo kích liên tục. Quân miền Nam bỏ đồn chạy ngày 7 tháng 9 1863, sau 60 ngày chịu trận.
Trung đoàn 54 Massachusetts và trận Wagner là bối cảnh của phim Glory.

## Tham khảo

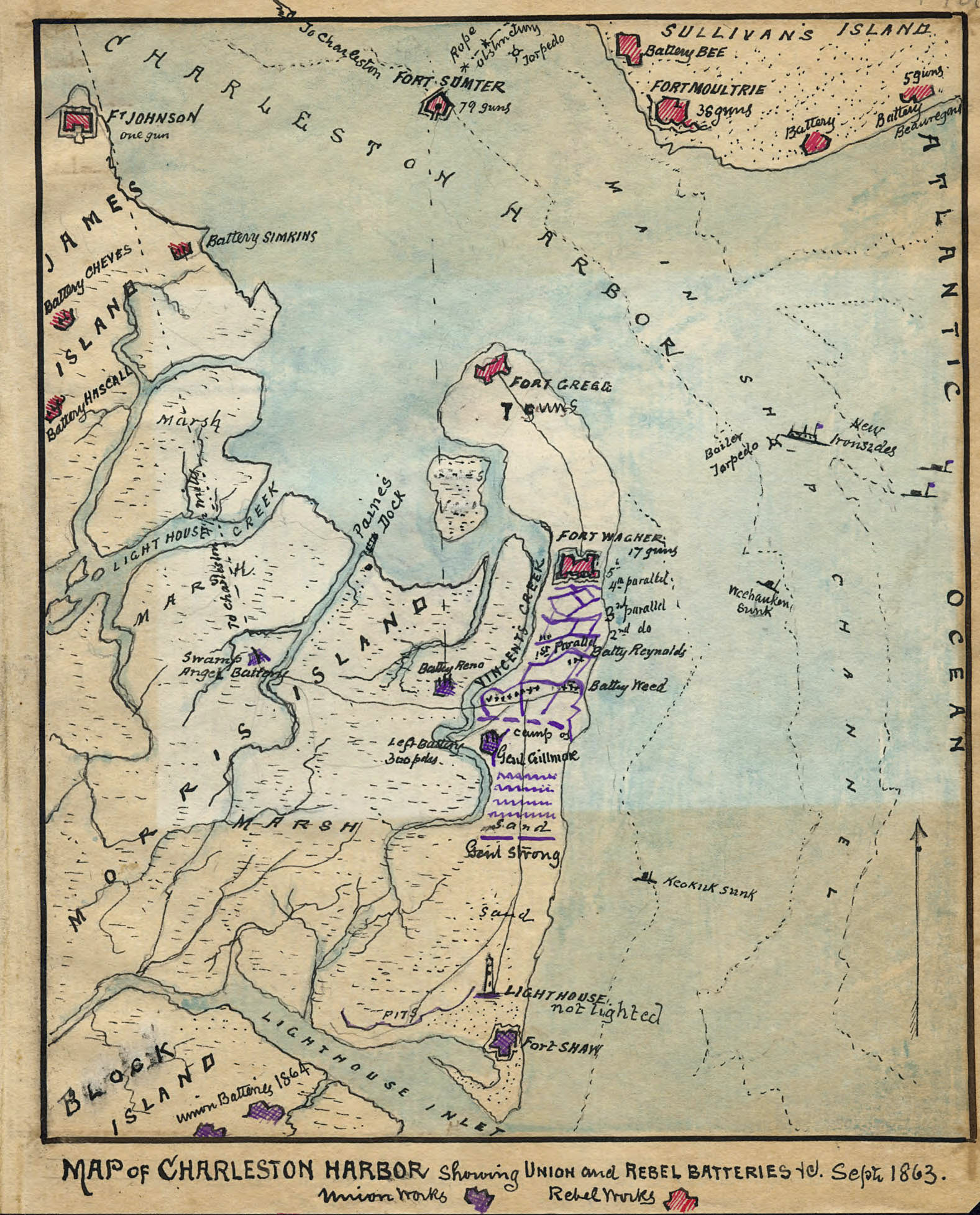
Bản đồ chiến trận Charleston